# Fuerza Aérea Israelí
La Fuerza Aérea Israelí (FAI), denominada oficialmente Arma del Aire y del Espacio (en hebreo: זרוע האוויר והחלל) (transliteración: Zroa HaAvir VeHaḤalal) conocida también como Heyl HaAvir (en hebreo: חיל האוויר) es la fuerza aérea de las Fuerzas de Defensa de Israel (FDI), encargada de preservar la soberanía aérea del Estado de Israel. Su actual comandante en jefe es el Aluf Amir Eshel. Cuenta aproximadamente con un total de 750 aeronaves.
La insignia de la Fuerza Aérea Israelí es la estrella de David azul sobre un círculo blanco. Está pintada normalmente en seis posiciones: una en la parte superior e inferior de cada ala, y en cada lado del fuselaje.

## Historia
La Fuerza Aérea de Israel fue fundada por veteranos del Palavir, la rama aérea del Palmaj, una unidad de élite integrada en el Haganá, el ejército no oficial del Yishuv, la comunidad judía durante el Mandato Británico de Palestina.

## Aeronaves

### Inventario de Aeronaves
| Aeronave                          | Origen         | Tipo                                | Versiones                                                      | En servicio | Notas                                      |
| --------------------------------- | -------------- | ----------------------------------- | -------------------------------------------------------------- | ----------- | ------------------------------------------ |
| Beechcraft Bonanza                | Estados Unidos | entrenamiento                       | A36 "Hofit"                                                    | 18          |                                            |
| Beechcraft King Air               | Estados Unidos | transporte utilitarioreconocimiento | King Air 200 "Tzofit"RC-12D "Cuckia"RC-12K "Cuckia"            | 2352        |                                            |
| Bell 206                          | Estados Unidos | helicóptero                         | 206B "Saifanit"                                                | 4           |                                            |
| Bell AH-1 Cobra                   | Estados Unidos | helicóptero de ataque               | AH-1E "Tzefa"AH-1F "Tzefa"AH-1G "Tzefa"AH-1S "Tzefa"           | 109525      |                                            |
| Bell OH-58 Kiowa                  | Estados Unidos | helicóptero de escolta              | OH-58D                                                         | 7           |                                            |
| Boeing 707                        | Estados Unidos | transportemisiones especiales       | 707-300 "Re'em"                                                | 14          | Algunos modificados como IAI Phalcon AWACS |
| Boeing AH-64 Apache               | Estados Unidos | helicóptero de ataque               | AH-64A "Peten"AH-64D "Saraph"                                  | 403         |                                            |
| McDonnell Douglas F-15 Eagle      | Estados Unidos | caza                                | F-15A "Baz"F-15B "Baz"F-15C "Baz"F-15D "Baz"                   | 206179      |                                            |
| Boeing F-15E Strike Eagle         | Estados Unidos | caza                                | F-15I "Ra'am"                                                  | 25          |                                            |
| Dornier Do 28                     | Alemania       | utilitario                          | "Agur"                                                         | 12          |                                            |
| Fouga Magister                    | Francia        | entrenamiento                       | CM 170 "Tzukit"                                                | 40          | Fabricados bajo licencia por AMIT          |
| Gulfstream G500                   | Estados Unidos | AEW / SIGINT                        | G550 "Nachshon"                                                | 2           |                                            |
| Lockheed C-130 Hércules           | Estados Unidos | transporte táctico                  | C-130E "Qarnaf"C-130H "Qarnaf"KC-130H "Qarnaf"                 | 864         |                                            |
| Lockheed F-16 Fighting Falcon     | Estados Unidos | caza                                | F-16A "Netz"F-16B "Netz"F-16C "Barak"F-16D "Barak"F-16I "Sufa" | 7817784921  | 50 F-16I Sufa en proceso de entrega        |
| Lockheed Martin F-35 Lightning II | Estados Unidos | caza                                | F-35I Adir                                                     | 50          |                                            |
| Sikorsky CH-53 Sea Stallion       | Estados Unidos | helicóptero de transporte           | CH-53A "Yas'ur"CH-53D "Yas'ur 2000"                            | 732         |                                            |
| Sikorsky S-70                     | Estados Unidos | helicóptero de transporte           | S-70A "Yanshuf"UH-60A "Yanshuf"                                | 3910        |                                            |

### Históricas

#### Cazas y bombarderos

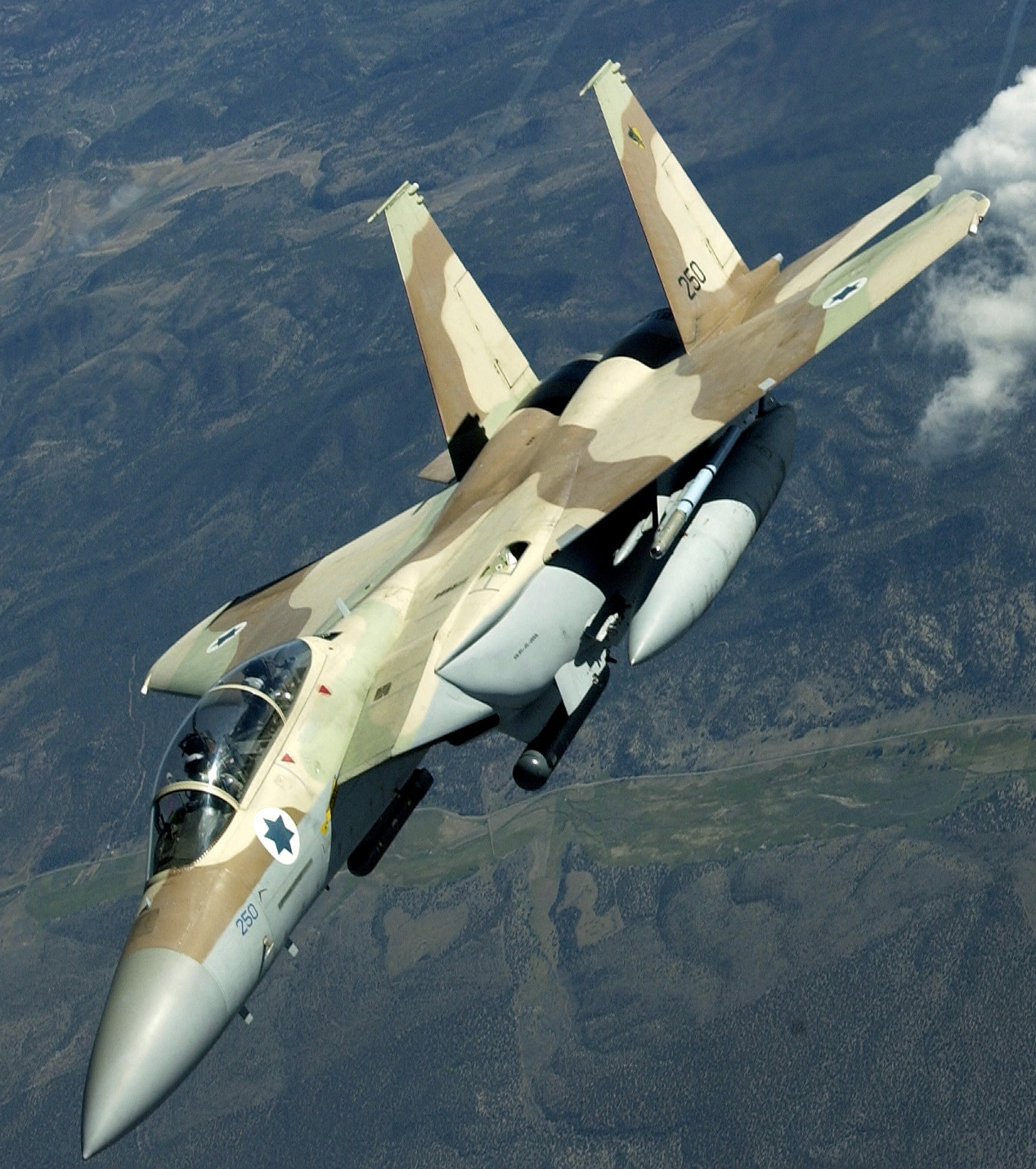
McDonnell Douglas F-15I Ra'am.

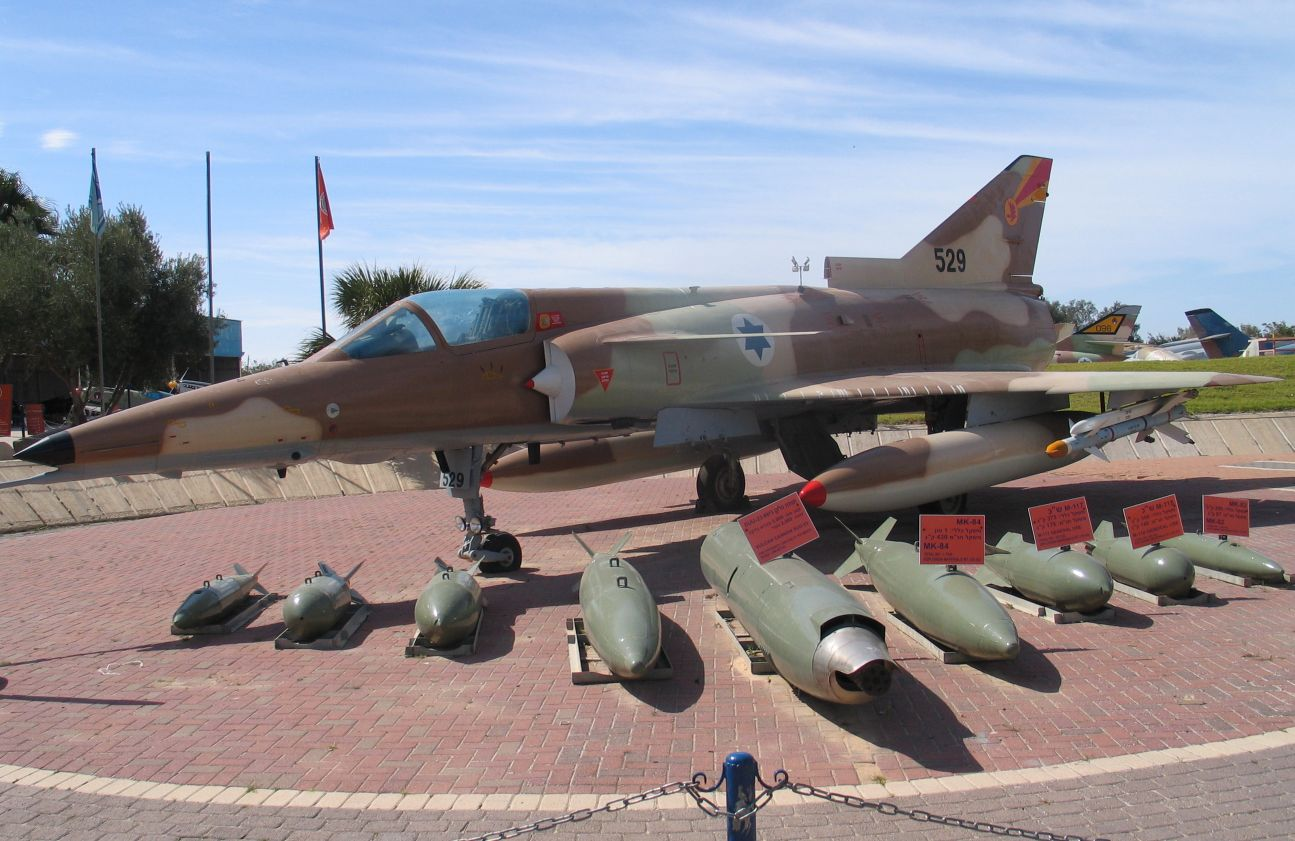
Israel Aircraft Industries Kfir.

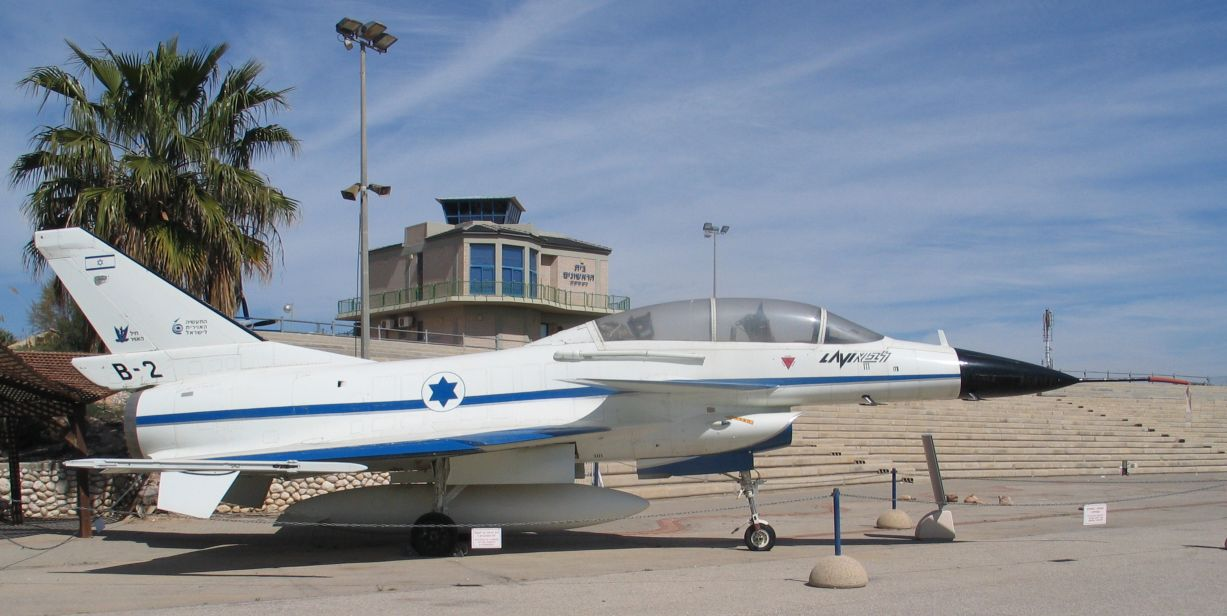
Israel Aircraft Industries Lavi.

- Avia S-199 - Designación hebrea: Messerschmitt "Sakeen" ("Cuchillo")
- Boeing B-17 Flying Fortress
- Bristol Beaufighter
- Dassault Mirage IIICJ
- Dassault MD 452 Mystère II
- Dassault MD 450 Ouragan
- Dassault Super Mystère B.2
- De Havilland Mosquito
- Gloster Meteor
- Israel Aircraft Industries Kfir
- Israel Aircraft Industries Nesher
- Israel Aircraft Industries Lavi
- McDonnell Douglas F-4 Phantom II - Designación hebrea: "Kurnass"
- North American P-51 Mustang
- Sud Aviation S.O. 4050 Vautour
- Supermarine Spitfire

#### Utilitarios
- Aérospatiale Socata Rallye
- Auster Autocrat - Designación hebrea: "Primus"
- Beechcraft B-80 Queen Air - Designación hebrea: "Zamir"
- De Havilland DH.89 Dragon Rapide
- Dornier Do 27 - Designación hebrea: "Dror"
- Dornier Do 28 - Designación hebrea: "Agur"
- Grumman G-44 Widgeon
- Grumman OV-1 Mohawk - Designación hebrea: "Atalef"
- Miles M.57 Aerovan
- Noorduyn UC-64A Norseman
- Nord 1203 Norécrin II
- Nord 2501 Noratlas
- Pilatus Britten-Norman Islander
- Pilatus PC-6A Turbo Porter
- Taylorcraft BL

#### Transporte y Reconocimiento
- Boeing 377 Stratocruiser - Designación hebrea: "Anak" ("Gigante")
- Cessna 180
- Cessna 206
- Consolidated PBY-5 Catalina
- Curtiss C-46 Commando
- Douglas C-47 Dakota
- Douglas C-54 Skymaster
- Douglas DC-5
- Grumman E-2C Hawkeye - Designación hebrea: "Daya"
- Lockheed 18 Lodestar
- Lockheed Constellation
- Lockheed Hudson
- RWD-13
- RWD-15

#### Entrenadores y Aeronaves Ligeras
- Airspeed AS65 Consul
- Avro Anson
- Boeing Stearman PT-13 Kaydet
- De Havilland DH.82 Tiger Moth
- De Havilland Canada DHC-1 Chipmunk
- Fokker Fokker S-11
- North American AT-6 Harvard
- Piaggio P.149D
- Piper PA-18 Super Cub
- Republic RC-3 Seabee
- Temco TE-1A Buckaroo
- Vultee BT-13 Valiant

#### Helicópteros
- Aérospatiale SA-321K Super Frelon - Designación hebrea: "Tzir'a"
- Aérospatiale SE.3130 Alouette II
- Bell 47
- Bell 212 Twin Huey - Designación hebrea: "Anafa"
- Bell UH-1 Iroquois
- Hiller 360
- Hughes Defender - Designación hebrea: "Lahatut"
- Sikorsky CH-53 Sea Stallion - Designación hebrea: "Yas'ur"
- Sikorsky S-55 Chickasaw
- Sikorsky S-58 Choctaw

#### Otros
- Israel Aerospace Industries Arava
- Israel Aerospace Industries Scout (UAV)
- Northrop Chukar - Designación hebrea: "Telem"
- Ryan BQM-34A Firebee (UAV) - Designación hebrea: "Mabat"
- Ryan BQM-34E/F Firebee II (UAV) - Designación hebrea: "Shadmit"

#### Aeronaves capturadas
- Aérospatiale SA-342 Gazelle
- Beneš Mraz Sokol
- Fairchild F24R Argus
- Heliopolis Gomhouria
- Mikoyan-Gurevich MiG-15 "Fagot"
- Mikoyan-Gurevich MiG-17 "Fresco"
- Mikoyan-Gurevich MiG-21 "Fishbed"
- Mil Mi-8 "Hip"
- Yakovlev Yak-11 "Moose"

## Jefes de la Fuerza Aérea Israelí
- Yisrael Amir (mayo de 1948-julio de 1948)
- Aharon Remez (julio de 1948-diciembre de 1950)
- Shlomo Shamir (diciembre de 1950-agosto de 1951)
- Hayim Laskov (agosto de 1951-mayo de 1953)
- Dan Tolkovsky (mayo 1953-julio de 1958)
- Ezer Weizman (julio 1958-abril de 1966)
- Mordechai Hod (abril de 1966-mayo de 1973)
- Benjamin Peled (mayo de 1973-octubre de 1977)
- David Ivry (octubre de 1977-diciembre de 1982)
- Amos Lapidot (diciembre de 1982-septiembre de 1987)
- Avihu Ben-Nun (septiembre de 1987-enero de 1992)
- Herzl Bodinger (enero de 1992-julio de 1996)
- Eitan Ben Eliyahu (julio de 1996-abril de 2000)
- Dan Jalutz (abril de 2000-abril de 2004)
- Elyezer Shkedy (abril de 2004-mayo de 2008)
- Ido Nehoshtan (mayo de 2008-mayo de 2012)
- Amir Eshel (mayo de 2012-agosto 2017)
- Amikam Norkin (agosto 2017-abril 2022)
- Tomer Bar (abril 2022-presente)

## Bases Aéreas
- Aeropuerto Internacional de Ovda
- Aeropuerto Sde Dov
- Base Aérea de Hatzerim
- Base Aérea de Hatzor
- Base aérea de Nevatim
- Base Aérea de Sdot Micha
- Base Aérea de Palmajim
- Base Aérea Ramat David
- Base Aérea de Ramón
- Base Aérea de Tel Nof